# Västerbådan, Lågagrundet
Västerbådan, Lågagrundet este o arie protejată (arie de protecție specială avifaunistică — SPA) din Suedia întinsă pe o suprafață de 1.599 ha, integral pe uscat.

## Localizare
Centrul sitului Västerbådan, Lågagrundet este situat la coordonatele 60°22′15″N 18°47′59″E / 60.3707°N 18.7997°E.

## Înființare
Situl Västerbådan, Lågagrundet a fost declarat arie de protecție specială avifaunistică în martie 1996 pentru a proteja 3 specii de animale.

## Biodiversitate
Situată în ecoregiunile boreală și marină baltică, aria protejată nu include niciun habitat protejat.
La baza desemnării sitului se află mai multe specii protejate de  păsări (3): pescăriță mare (Sterna caspia), chiră de baltă (Sterna hirundo), Sterna paradisaea.